# Aleksander Majkowski
Aleksander Majkowski (kasz. Aleksander Majkòwsczi, ur. 17 lipca 1876 w Kościerzynie, zm. 10 lutego 1938 w Gdyni) – kaszubski pisarz, dziennikarz, poeta i dramaturg, przywódca Towarzystwa Młodokaszubów, prezes Zrzeszenia Regionalnego Kaszubów, działacz społeczny, kulturalny, polityczny, doktor medycyny i lekarz. 

## Życiorys
Aleksander Jan Alojzy Majkowski urodził się 17 lipca 1876 r. w Kościerzynie i był synem gospodarza. Miał czworo młodszego rodzeństwa. W Kościerzynie ukończył szkołę ludową, a w latach 1885–1890 uczęszczał do niemieckiego progimnazjum. Otrzymywał stypendium Towarzystwa Pomocy Naukowej w Chełmnie. W 1891 r. przeniósł się na dalszą naukę do gimnazjum w Chojnicach, gdzie mieszkał w konwikcie. Tu zetknął się z polską literaturą i historią. W 1895 r. uzyskał świadectwo dojrzałości. Miał studiować teologię i zostać księdzem, ale zapisał się na uniwersytet w Berlinie i w 1897 r. zaczął studiować medycynę. Wciągnął się też w pracę społeczną i wygłaszał wykłady dla Polaków. W 1898 r. uczestniczył w uroczystości odsłonięcia pomnika Adama Mickiewicza w Warszawie. W 1899 r. opublikował wiersz „Pielgrzymka Wejherowska” i satyrę „Jak w Kòscérznie kòscelnégò òbrelë abò Piãc kawalerów a jednô jedinô brutka”.
W 1900 r. przeniósł się na studia do Greifswaldu (Gryfii). Tam zapoznał się z przeszłością tych terenów, działał w kole „Zet” i towarzystwie studenckim „Adelphia”, próbował też zakładać organizację polityczną. W 1901 r. został za to relegowany z uniwersytetu. Kontynuował studia w Monachium, gdzie rozwijał się kulturalnie, działał w Towarzystwie Studentów Polaków i założył Towarzystwo „Vistula”. W 1903 r. uzyskał absolutorium i udał się do Zurychu w Szwajcarii, gdyż uzyskał stypendium Muzeum Polskiego w Rapperswilu. W Zurychu napisał pracę doktorską z medycyny, którą obronił u prof. Johannesa Rückerta w Monachium. We wrześniu 1904 r. otrzymał tytuł doktora i pod koniec roku wrócił na Kaszuby. Odbył roczną praktykę lekarską w szpitalu w Gdańsku. Z wielką energią zaczął też pracę kulturalno-społeczną.
W 1905 r. został redaktorem naczelnym „Gazety Gdańskiej” i jej dodatku „Drużba. Pismo dlö polscich Kaszubów”, a w Poznaniu wydał zbiór poezji kaszubskich „Spiewe i frantówci”. Przygotował wznowienia poematów H. Derdowskiego „Jasiek z Knieji” i „Kaszubi pod Widnem”. W 1906 r. przeniósł się do Kościerzyny, otworzył prywatną praktykę lekarską i działał na polu kulturalno-społecznym, m.in. w spółce „Dom Kaszubski” i Towarzystwie Czytelni Polskiej, które był założycielem, a także Towarzystwie Wyborczym, Towarzystwie Śpiewaczym „Halka” i Związku Młodych Kupców. Współpracował z I. Gulgowskim i F. Lorentzem oraz niemieckim Kaszubskim Towarzystwem Ludoznawczym i studiował folklor regionalny. W latach 1905–1908 był członkiem Rady Nadzorczej Banku Ludowego w Kościerzynie. Nadal publikował też w „Gazecie Gdańskiej”.
Od listopada 1908 r. wydawał w Kościerzynie (a od 1911 r. w Gdańsku) miesięcznik „Gryf. Pismo dla spraw kaszubskich”. Tworzył też program kulturalno-polityczny i skupiał wokół siebie inteligencję kaszubską. Uczestniczył w wielu działaniach kulturalnych dla popularyzacji regionu Kaszub. Zorganizował wystawę kaszubsko-pomorską i wydał przewodnik po niej. Wiele też pisał, sporo podróżował i fotografował. Często kontaktował się ze środowiskiem studenckim, organizował wycieczki po Kaszubach. Na początku 1912 r. zamieszkał przy Seestraße 23 (obecnie ul. Bohaterów Monte Cassino) w Sopocie, gdzie pracował w zawodzie lekarza.
Po kilku latach starań w czerwcu 1912 r. w Gdańsku założył Towarzystwo Młodokaszubów dla pracy „nad podniesieniem kulturalnym, ekonomicznym i politycznym Kaszub”. We wrześniu 1913 r. założył Muzeum Kaszubsko-Pomorskie w Sopocie (Seestrasse 28) i towarzystwo dla jego prowadzenia oraz napisał przewodnik po Kaszubach pt. „Zdroje Raduni. Przewodnik po Szwajcarii Kaszubskiej”. Spotkał się z opozycją części działaczy społecznych oraz kleru. Wygrał proces o zniesławienie przez redakcję pisma „Pielgrzym”.
W sierpniu 1914 r. został wcielony do armii pruskiej jako lekarz. Pełnił służbę na terenie Polski, Rumunii i Francji. Prowadził w tych latach pamiętnik, pisał szkice z dziejów Kaszub oraz powieści „Pomorzanie” i „Żëcé i przigòdë Remùsa”. Pierwsza, pełna autobiograficznych odniesień, młodopolska w charakterze, pozytywistyczna w wymowie i miejscami pesymistyczna w podtekście, pozostała we fragmentach, druga – stała się najgłębszym utworem literatury kaszubskiej.
W lipcu 1918 r. Majkowski wrócił do Sopotu i włączył się w działalność polityczno-wojskową, m.in. jako członek Rady Ludowej. W 1919 r. założył w Gdańsku Koło Demokratyczne na Prusy Królewskie i Warmię, został naczelnym redaktorem „Dziennika Gdańskiego” i działał w uniwersytecie ludowym. Otrzymał polski stopień wojskowy kapitana, później awansował na pułkownika. W 1920 r. działał w komisji dla wytyczenia granicy polsko-niemieckiej i Radzie Pomorskiej – Towarzystwie Ochrony Polskości na Pomorzu (jako prezes). Przez ok. 2 lata mieszkał w Grudziądzu, choć wiele podróżował po kraju. W Grudziądzu poznał swoją przyszłą żonę, Aleksandrę Starzyńską. Zorganizował tam też Wystawę Sztuk Pięknych Artystów Pomorskich, którą otworzył Józef Piłsudski 7 czerwca 1921 r. Majkowski kontynuował działalność polityczną i kulturalną na rzecz Kaszub. Organizował teatr w Toruniu, został prezesem Stowarzyszenia Artystów Pomorskich w Grudziądzu i redaktorem naczelnym pisma „Pomorzanin”, którą to funkcję pełnił w latach 1921–1923. Przez 2 lata wydawał znów „Gryfa”, kontynuował prace literackie, współpracował z różnymi czasopismami i z radiem w Toruniu. W „Gryfie” opublikował pierwsze fragmenty swej książki „Żëcé i przigòdë Remùsa”.
6 października 1921 r. w Warszawie ożenił się z Aleksandrą Komorowską (primo voto Starzyńską) (1891–1982) i osiadł w Kartuzach, w willi Erem. Miał czworo dzieci: Damrokę (1922–1979), Mestwina (1924–1944), Barbarę (1928–1983) i Witosławę (1929–1955). W wolnych chwilach zbierał znaczki i pocztówki, czytał kryminały albo chodził na grzyby. Niekiedy organizował też seanse spirytystyczne.
W Kartuzach pracował jako lekarz na kilku etatach, głównie na kolei, działał społecznie i pisał. Leczył biednych, często za darmo, więc sam żył w pewnym niedostatku, nie był też przykładem tzw. zdrowego stylu życia – wszystko to odbiło się na jego zdrowiu. Wyjeżdżając do pacjentów na wieś, zbierał przykłady sztuki ludowej i fotografował życie Kaszubów. Pomagał mu sekretarz Feliks Marszałkowski. Z rąk prezydenta Stanisława Wojciechowskiego otrzymał w 1923 r. Krzyż Oficerski Orderu Odrodzenia Polski „za zasługi położone dla Rzeczypospolitej na polu pracy społecznej na Pomorzu”. Rok później wydał przeredagowany „Przewodnik po Szwajcarii Kaszubskiej”, a w 1925 r. jeden numer „Gryfa”. Jego działalność była też ponownie obiektem krytyki z różnych źródeł. Zarzucano mu separatyzm i bolszewizm, posądzano o niemoralność, przestępstwa i zły wpływ na społeczeństwo.
Rozczarowany nie taką niepodległością o jaką walczył oraz z powodu recesji, niepowodzeń i problemów zdrowotnych A. Majkowski odsunął się od życia publicznego i skupił na pracy literackiej. Patronował poczynaniom młodych działaczy kaszubskich, Aleksandra Labudy i Jana Trepczyka, którzy w 1929 r. założyli w Kartuzach Zrzeszenie Regionalne Kaszubów z Majkowskim jako prezesem na czele. Później współpracował z ich pismem „Zrzesz Kaszëbskô”. Wstąpił do Związku Obrony Kresów Zachodnich (późniejszego Polskiego Związku Zachodniego), współpracował z Instytutem Bałtyckim.
W październiku 1931 r. znalazł się w komitecie redakcyjnym ponownie wskrzeszonego „Gryfa”, ale w jego pracach nie uczestniczył. Na łamy prasy wrócił w 1934 r., a w październiku 1935 r. opublikował pierwszą część powieści „Żëcé i przigòdë Remùsa”. W 1935 r. otrzymał nagrodę Polskiej Akademii Literatury – Srebrny Wawrzyn Akademicki „za szerzenie zamiłowania do literatury polskiej” (dyplom dla „Aleksandra Maykowskiego” podpisali Leopold Staff, Wacław Sieroszewski i Juliusz Kaden-Bandrowski). Równocześnie Majkowski w swej willi (ob. ul. Majkowskiego 31 w Kartuzach) zorganizował wystawę zbiorów folklorystycznych.
W latach 1936–1937 pisał m.in. „Gramatykę kaszubską” i „Historię Kaszubów”. W 1936 nakładem Wydziału Powiatowego wydał ponownie „Przewodnik po Kaszubskiej Szwajcarii”. Przerobił swoją satyrę „Jak w Kòscérznie kòscelnégò òbrelë...” na scenę jako „Strachë i zrãkowinë”. Wiele publikował w prasie.
Zmarł na niewydolność serca 10 lutego 1938 r. w szpitalu Sióstr Miłosierdzia Św. Wincentego à Paulo w Gdyni, a 14 lutego został uroczyście pochowany w Kartuzach na cmentarzu przy tamtejszej kolegiacie.

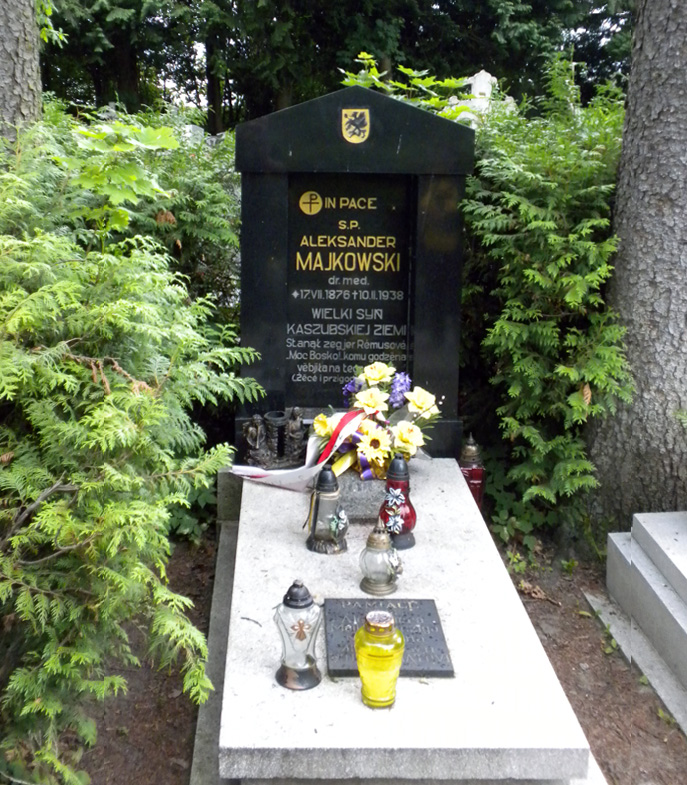
Grób Aleksandra Majkowskiego

Kilka miesięcy po śmierci autora wydano jego „Historię Kaszubów” oraz całość powieści „Żëcé i przigòdë Remùsa”. Wznowiono ją kilkakrotnie po wojnie, a w 1964 r. Lech Bądkowski przetłumaczył książkę na język polski. Ukazały się też jej tłumaczenia na niemiecki, francuski i angielski. Wydano ponownie „Historię Kaszubów” (w opracowaniu prof. Gerarda Labudy), ukazała się też większość utworów literackich i fragmentów autorstwa Majkowskiego, jego wspomnienia, listy oraz Pamiętnik z wojny europejskiej roku 1914.
Aleksander Majkowski został zapamiętany jako czołowa postać w ruchu kaszubskim, któremu dał podstawy historyczne i intelektualne. Stworzył sumę kulturalnej ideologii kaszubskiej w postaci Remusa. Pracował nad pisownią kaszubską, ochroną zabytków i folkloru regionalnego, tworzył społeczne i gospodarcze instytucje kaszubsko-pomorskie, reprezentował też Kaszubów na forum krajowym i słowiańskim. Jego wielostronna działalność objęła całość życia społecznego Kaszub i Kaszubów i jest nadal żywa, a postać Majkowskiego upamiętniana szeroko i przy różnych okazjach. Wiele ulic na Kaszubach nosi imię Majkowskiego, np. w Chojnicach, Gdyni, Lęborku, Luzinie, Kościerzynie, Pucku, Rumi, Wejherowie, Sopocie i Kartuzach, gdzie są też m.in. szkoła i szpital jego imienia oraz stojący przed nim okazały pomnik. W Kościerzynie imię Majkowskiego nosi prywatna apteka, a w parku przy ul. Szopińskiego znajduje się popiersie pisarza. W Wejherowie znajduje się park jego imienia i biblioteka im. Majkowskiego, a na centralnym deptaku miasta, niedaleko dawnej siedziby biblioteki, wmurowano płaskorzeźbę z piaskowca z twarzą pisarza. W Rumi jest szkoła podstawowa numer 6 imienia Aleksandra Majkowskiego.
Rok 2008 został na Kaszubach ogłoszony Rokiem Aleksandra Majkowskiego. W jego ramach odbyło się kilkadziesiąt imprez, wystaw, konkursów i promocji, wydano jego biografię, wznowiono powiastkę Jak w Kòscérznie kòscelnégò òbrelë... i opublikowano angielskie tłumaczenie Życia i przygód Remusa.

## Twórczość
- Pielgrzymka wejherowska, Gdańsk 1899, Gdynia 1992,
- Jak w Koscérznie koscelnygo obrele abo Pięc kawalerów a jedna jedyno brutka. W osem spiewach..., Gdańsk 1899[2], Gdańsk-Kościerzyna 2008,
- Zur Frage nach der klinischen Bedeutung der punktierten Erythrocyten bei chronischem Saturnismus, Monachium 1904 (praca doktorska),
- Spiewe i frantówczi, Poznań 1905[3],
- Przewodnik po wystawie ludoznawczej kaszubsko-pomorskiej w Kościerzynie 1911 roku od 25 czerwca do 23 lipca, Komitet Wystawowy w Kościerzynie, Kościerzyna 1911,
- Zdroje Raduni. Przewodnik po tak zw. Szwajcarii Kaszubskiej z mapą i 22 ilustracjami, Polskie Towarzystwo Krajoznawcze, Warszawa 1913[4],
- Przewodnik po Szwajcarii Kaszubskiej, Polskie Towarzystwo Krajoznawcze, Warszawa 1924[5],
- Przewodnik po Kaszubskiej Szwajcarii, Wydział Powiatowy pow. kartuskiego, Kartuzy 1936[6],
- Żëcé i przigodë Remusa. Zvjercadło kaszubskji, Toruń 1938, Powieść w internecie w kaszubskiej pisowni z lat 30.,
- Historia Kaszubów, Stanica, Gdynia 1938[7],
- Wiersze i frantówci, Wydawnictwo Morskie, Gdynia 1957,
- Pomorzanie. Powieść, Gdańsk 1973,
- Strachë i zrękovjinë. Frantówka w trzech aktach, Gdańsk 1976,
- Remus w Zwadze, Gdańsk 1987,
- Pamiętnik z wojny europejskiej roku 1914, Wejherowo–Pelplin 2000.

## Odznaczenia
- Krzyż Oficerski Orderu Odrodzenia Polski (24 kwietnia 1923)[8],
- Złoty Krzyż Zasługi (8 lutego 1930)[9],
- Srebrny Wawrzyn Akademicki (5 listopada 1935)[10].